# 16744 Antonioleone
16744 Antonioleone (1996 OJ2) là một tiểu hành tinh vành đai chính được phát hiện ngày 23 tháng 7 năm 1996 bởi L. Tesi ở San Marcello Pistoiese.